# كأس السوبر الأوكراني
كأس السوبر الأوكراني (بالأوكرانية: Суперкубок України)‏ هي بطولة كرة قدم تابعة للإتحاد الأوكراني لكرة القدم في شكل كأس السوبر التقليدي والتي تمثل الافتتاح الكبير لكل موسم جديد في أوكرانيا. تلعب البطولة بين الفائزين في الدوري الأوكراني الممتاز وكأس أوكرانيا.

## أداء الأندية

### الأداء حسب النادي
| النادي             | البطل | الوصيف | سنوات الفوز                                                  |
| ------------------ | ----- | ------ | ------------------------------------------------------------ |
| دينامو كييف        | 9     | 5      | 2004 ، 2006 ، 2007 ، 2009 ، 2011 ، 2016 ، 2018 ، 2019 ، 2020 |
| شاختار دونيتسك     | 8     | 8      | 2005 ، 2008 ، 2010 ، 2012 ، 2013 ، 2014 ، 2015 ، 2017        |
| فورسكلا بولتافا    | -     | 1      |                                                              |
| تافريا سيمفيروبول  | -     | 1      |                                                              |
| ميتالورغ دونيتسك   | -     | 1      |                                                              |
| تشورنومورتس أوديسا | -     | 1      |                                                              |
| مجموع              | 17    | 17     |                                                              |

### الأداء حسب التأهل
| البطولة                        | الفائزون | الوصيف |
| ------------------------------ | -------- | ------ |
| أبطال الدوري الأوكراني الممتاز | 11       | 6      |
| وصيف الدوري الأوكراني الممتاز  | 3        | 1      |
| الفائزين بكأس أوكرانيا         | 2        | 6      |
| وصيف بطل كأس أوكرانيا          | 1        | 4      |
| مجموع                          | 17       | 17     |

## الملاعب المستضيفة
| عدد | اسم                            | المدينة    | سنوات                        | النوادي الفائزة |
| --- | ------------------------------ | ---------- | ---------------------------- | --------------- |
| 10  | ملعب تشيرنوموريتس              | أوديسا     | 2004-2007 ، 2013 ، 2015-2019 | شاختار ، دينامو |
| 2   | ملعب بوتوفسكي فورسكلا          | بولتافا    | 2008 ، 2011                  | شاختار ، دينامو |
| 1   | ملعب يوفيليني                  | سومي       | 2009                         | دينامو          |
| 1   | سلافوتيتش أرينا                | زابوريزهيا | 2010                         | شاختار          |
| 1   | ملعب أفانهارد                  | لوهانسك    | 2012                         | شاختار          |
| 1   | ارينا لفيف                     | لفيف       | 2014                         | شاختار          |
| 1   | مجمع أوليمبيسكي الوطني الرياضي | كييف       | 2020                         | دينامو          |

## المدربين الفائزين

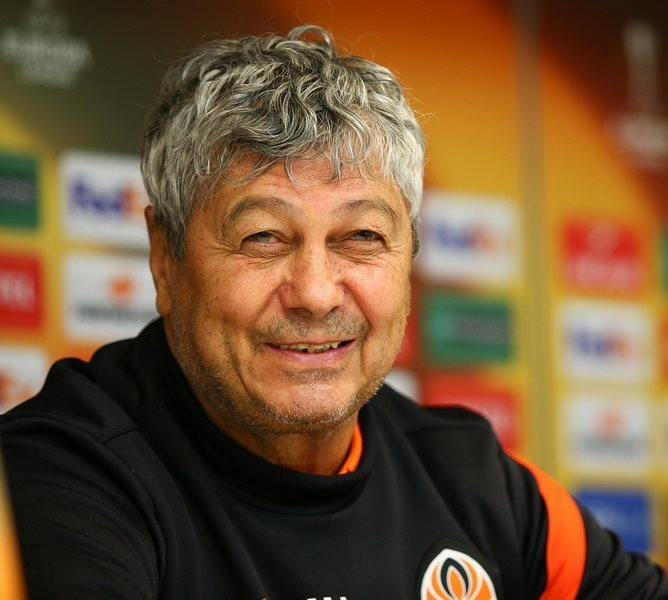
ميرسيا لوسيسكو

بالخط العريض هم المدربين الذين ما زالوا نشطين في الموسم الحالي.
| الترتيب | اسم المدرب           | النادي (ق)                         | الفائز | الوصيف |
| ------- | -------------------- | ---------------------------------- | ------ | ------ |
| 1       | ميرسيا لوسيسكو       | شاختار دونيتسك (7) دينامو كييف (1) | 8      | 4      |
| 2       | أليكساندر خاتسكيفيتش | دينامو كييف                        | 2      | 1      |
| 3       | أناتولي ديميانينكو   | دينامو كييف                        | 2      | -      |
| 4       | سيرهي ريبروف         | دينامو كييف                        | 1      | 2      |
| 4       | باولو فونسيكا        | شاختار دونيتسك                     | 1      | 2      |
| 6       | يوري سيمين           | دينامو كييف                        | 1      | 1      |
| 7       | أوليكسي ميخايليشينكو | دينامو كييف                        | 1      | -      |
| 7       | فاليري غازاييف       | دينامو كييف                        | 1      | -      |

## هدافي البطولة

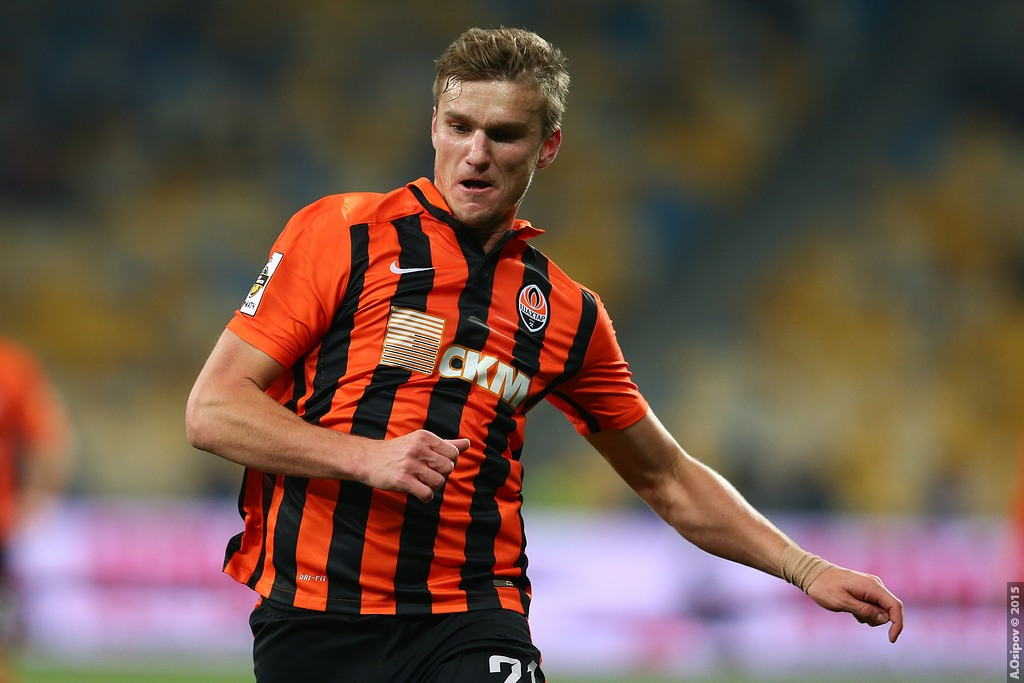
أولكسندر هلادكي ، 2015

| الترتيب | اسم اللاعب      | النادي (ق)     | عدد الأهداف |
| ------- | --------------- | -------------- | ----------- |
| 1       | أولكسندر هلادكي | شاختار دونيتسك | 4           |
| 2       | لويز أدريانو    | شاختار دونيتسك | 3           |
| 2       | أرتيم ميليفسكي  | دينامو كييف    | 3           |
| 2       | فريد            | شاختار دونيتسك | 3           |
| 4       | اوليغ هوسييف    | دينامو كييف    | 2           |
| 4       | تاراس ميخاليك   | دينامو كييف    | 2           |
| 4       | فاكوندو فيريرا  | شاختار دونيتسك | 2           |
| 7       | 27 لاعبا        | 27 لاعبا       | 1           |

## الأكثر ظهوراً

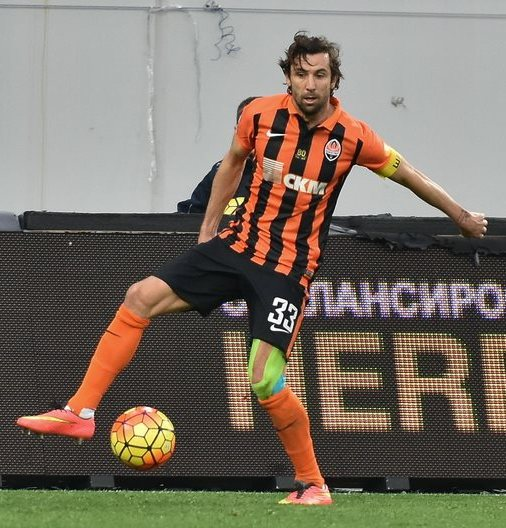
داريو سرنا ، 2016

| الترتيب | اسم اللاعب         | النادي (ق)     | عدد مرات الظهور |
| ------- | ------------------ | -------------- | --------------- |
| 1       | داريو سرنا         | شاختار دونيتسك | 12              |
| 2       | تاراس ستيبانينكو   | شاختار دونيتسك | 10              |
| 3       | أولكسندر شوفكوفسكي | دينامو كييف    | 9               |
| 3       | أندريه بياتوف      | شاختار دونيتسك | 9               |
| 5       | ياروسلاف راكيتسكي  | شاختار دونيتسك | 8               |